# پریبرژنی (آستراخان)
پریبرژنی (به لاتین: Pribrezhny) یک منطقهٔ مسکونی در روسیه است که در استان آستراخان واقع شده‌است.